# Powiat gliwicki
Powiat gliwicki – powiat w województwie śląskim, utworzony w 1999 roku w ramach reformy administracyjnej.
Siedzibą powiatu jest miasto Gliwice.
Według danych z 31 grudnia 2023 roku powiat zamieszkiwało 113 196 osób.

## Położenie
Powiat gliwicki położony jest w południowej Polsce, w pasie centralnym kraju, w zachodniej części województwa śląskiego i Górnośląskiego Okręgu Przemysłowego (GOP).
Historycznie teren powiatu leży na Górnym Śląsku.
Powiat sąsiaduje z:
- miastami na prawach powiatu:
  - Gliwice (siedziba powiatu)
  - Zabrze
  - Rybnik
  - Ruda Śląska

oraz powiatami:
- w województwie śląskim
  - mikołowski
  - raciborski
  - rybnicki
  - tarnogórski
- w województwie opolskim
  - kędzierzyńsko-kozielski
  - strzelecki

## Miasta i gminy
W skład powiatu wchodzą (dane z 31 grudnia 2023):

### Miasta
| Miasto      | Herb | Ludność | Powierzchnia |
| Knurów      |      | 35 619  | 33,90 km²    |
| Pyskowice   |      | 17 236  | 31,22 km²    |
| Sośnicowice |      | 1 958   | 11,68 km²    |
| Toszek      |      | 3 489   | 9,74 km²     |

### Gminy
Na terenie powiatu znajduje się 8 gmin: 2 gminy miejskie, 2 gminy miejsko-wiejskie, 4 gminy wiejskie.
| Gmina        | Herb | Rodzaj          | Ludność | Powierzchnia |
| Knurów       |      | miejska         | 35 619  | 33,90 km²    |
| Pyskowice    |      | miejska         | 17 236  | 31,22 km²    |
| Sośnicowice  |      | miejsko-wiejska | 9 063   | 116,57 km²   |
| Toszek       |      | miejsko-wiejska | 9 242   | 99,87 km²    |
| Gierałtowice |      | wiejska         | 12 671  | 38,30 km²    |
| Pilchowice   |      | wiejska         | 12 715  | 69,93 km²    |
| Rudziniec    |      | wiejska         | 10 828  | 158,81 km²   |
| Wielowieś    |      | wiejska         | 5 806   | 116,14 km²   |

## Rada Powiatu
| Komitet wyborczy                                                    | 2002-2006  | 2006-2010 | 2010-2014 | 2014-2018 | 2018-2023 |
| ------------------------------------------------------------------- | ---------- | --------- | --------- | --------- | --------- |
| Sojusz Lewicy Demokratycznej                                        | 4 (SLD-UP) | -         | -         | -         | -         |
| Stowarzyszenie Społeczno-Kulturalne Mieszkańców Powiatu Gliwickiego | 1          | -         | -         | -         | -         |
| Prawicowo Ludowa Inicjatywa Samorządowa "Prawo i Rodzina"           | 4          | -         | -         | -         | -         |
| Platforma Obywatelska                                               | 6          | -         | 7         | -         | -         |
| Forum Samorządowe Mieszkańców                                       | 3          | -         | -         | -         | -         |
| Prawo i Sprawiedliwość                                              | -          | 2         | 2         | 5         | 5         |
| Zgoda i Przyszłość                                                  | -          | 5         | 8         | 10        | 9         |
| Porozumienie Samorządowe Ziemi Gliwickiej                           | -          | 8         | 3         | -         | -         |
| Moja Gmina Nasz Powiat                                              | 5          | 8         | 3         | -         | 5         |
| Moja Gmina i Powiat                                                 | -          | -         | -         | 3         | -         |
| Porozumienie Mieszkańców                                            | -          | -         | -         | 5         | 4         |

## Demografia
Liczba ludności (dane z 31 grudnia 2014):
|        | Ogółem  | Ogółem | Kobiety | Kobiety | Mężczyźni | Mężczyźni |
| osób   | %       | osób   | %       | osób    | %         |           |
| ------ | ------- | ------ | ------- | ------- | --------- | --------- |
| Ogółem | 115 128 | 100    | 59 283  | 51,49   | 55 845    | 48,51     |
| Miasto | 62 891  | 54,63  | 32 509  | 28,24   | 30 382    | 26,39     |
| Wieś   | 52 237  | 45,37  | 26 774  | 23,26   | 25 463    | 22,12     |

▶Wieś vs ▶miasto
Ogółem (▶k, ▶m)
Miasto (▶k, ▶m)
Wieś (▶k, ▶m)
Ludność w latach:

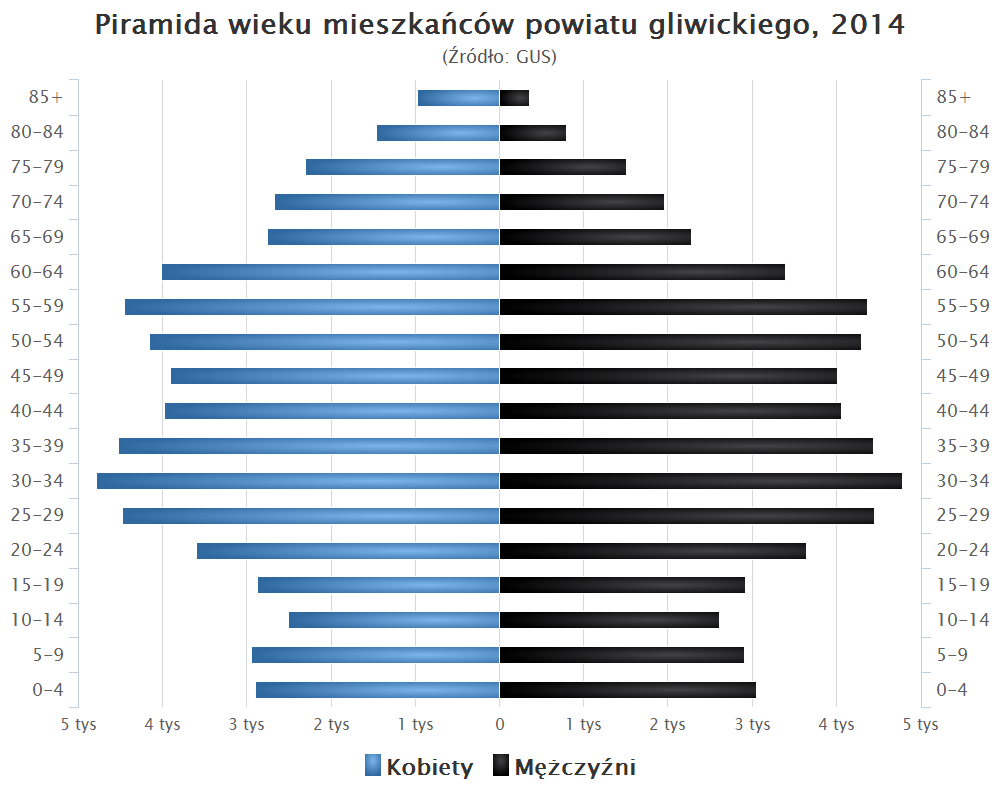
Piramida wieku mieszkańców powiatu gliwickiego w 2014 roku

W 2019 r. powiat zamieszkiwało 115 528 osób. Natomiast według danych z 30 czerwca 2020 roku powiat zamieszkiwało 115 540 osób.

## Turystyka
Pejzaż Powiatu Gliwickiego jest zróżnicowany i nie należy utożsamiać go z rozległymi aglomeracjami na Górnym Śląsku. Przemysł to ważny składnik miejscowej gospodarki, jednak podróżujący po powiecie w większości gmin zobaczą zielony krajobraz zdominowany przez pola i lasy. Liczne szlaki turystyczne, kompleksy leśne, ośrodki wypoczynkowe, zbiorniki wodne zachęcają do odwiedzin
Amatorzy turystyki mogą na terenie powiatu korzystać z pieszych szlaków turystycznych, rowerowych szlaków turystycznych lub ścieżek rowerowych.

### Szlaki turystyczne
- – Szlak Husarii Polskiej
- – Szlak Ziemi Gliwickiej
- – Szlak Powstańców Śląskich
- – Szlak Okrężny Wokół Gliwic
- – Szlak Krawędziowy GOP
- – Szlak Stulecia Turystyki
- – Szlak Sośnicowicki

### Ścieżki rowerowe
- Na terenie powiatu znajduje się kilkadziesiąt kilometrów ścieżek rowerowych.

## Transport

### Drogowy
Przez powiat gliwicki przebiega wiele dróg wojewódzkich, krajowych oraz autostrady.
Drogi Wojewódzkie:
- droga wojewódzka nr 408
- droga wojewódzka nr 901
- droga wojewódzka nr 907
- droga wojewódzka nr 919
- droga wojewódzka nr 921

Drogi Krajowe:
- droga krajowa nr 44
- droga krajowa nr 78
- droga krajowa nr 88
- droga krajowa nr 94

Drogi Europejskie:
- E40

Autostrady:
- autostrada A1 (północ-południe)
- autostrada A4 (wschód-zachód)

### Kolejowy
Na terenie powiatu znajdują się następujące stacje osobowe:
- Knurów
- Kotulin
- Ligota Toszecka
- Paczyna
- Przyszowice
- Pyskowice
- Rzeczyce Śląskie
- Rudziniec Gliwicki
- Taciszów
- Toszek

### Lotniczy
W odległości do 100 km od siedziby powiatu, znajdują się trzy międzynarodowe porty lotnicze:
- Port lotniczy Katowice-Pyrzowice (około 40 km)
- Port lotniczy Kraków-Balice (około 100 km)
- Port lotniczy Ostrawa (około 90 km)

### Wodny
- Kanał Gliwicki